# Chandragupta II.

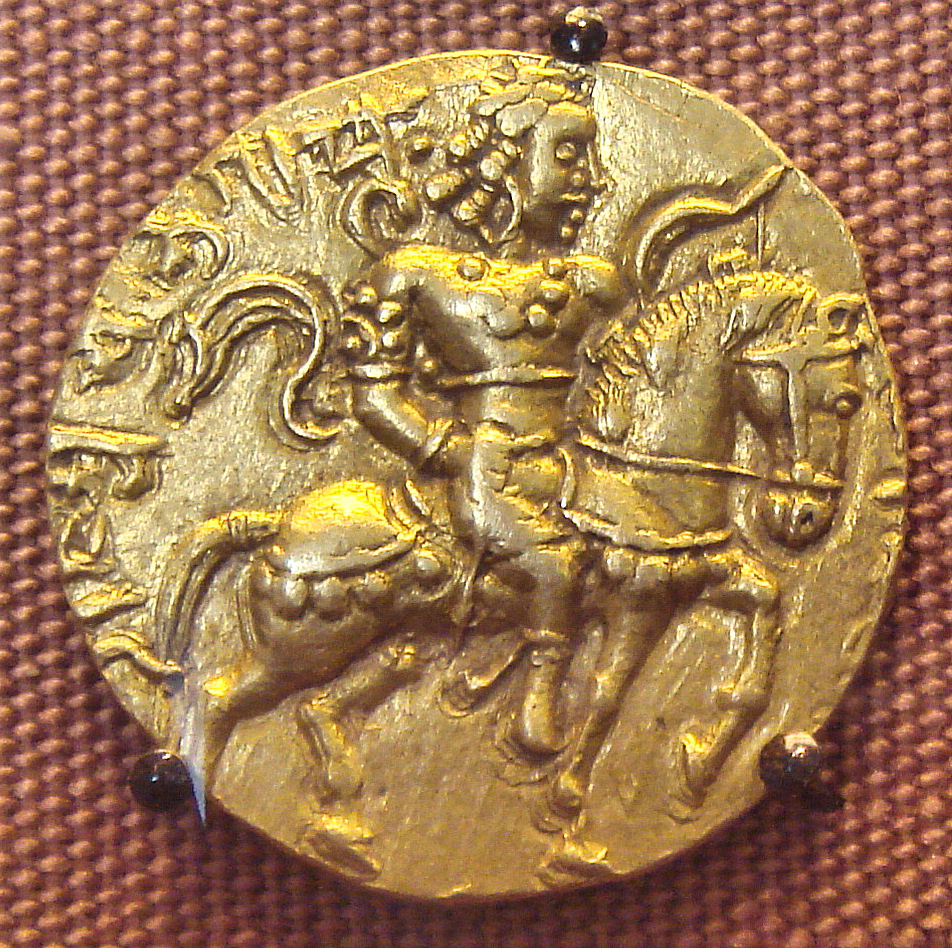
Goldmünze Chandraguptas II. – Typ „Reiter“

Chandragupta II. herrschte im nordindischen Gupta-Reich von ca. 375 bis 413/15 n. Chr.; er trug den Beinamen Vikramaditya („Welteroberer“). Während seiner langen Herrschaftszeit erlebte Nordindien eine politisch-militärische, wirtschaftliche und kulturelle Blütezeit. Chandragupta II. gilt als großer Förderer der Künste, was sich sowohl in der Architektur (siehe Gupta-Tempel) als auch in der bildenden Kunst in zahlreichen Skulpturen manifestiert (Sanchi, Sarnath u. a.). Im Umfeld des königlichen Hofes wirkten überdies zahlreiche Poeten, darunter auch der berühmte Kalidasa.

## Abstammung
Chandragupta II. war der Sohn von König Samudragupta (reg. ca. 335–375) und der Enkel von Chandragupta I. (reg. ca. 320–335), der allgemein als Begründer der Gupta-Dynastie angesehen wird. Sein Sohn war Kumaragupta I. (reg. ca. 415–455).

## Biografie
In der Biografie Chandraguptas vermischen sich historische Berichte und fabelhafte Erzählungen, die allesamt jahrhundertelang nur mündlich tradiert wurden, bevor sie irgendwann im indischen Mittelalter schriftlich fixiert wurden.
Nach dem Tod Samudraguptas erbte zunächst sein älterer Bruder Ramagupta den Thron; dieser bemächtigte sich auch Dhruvaswaminis, der Verlobten Chandraguptas. Nach einer Niederlage gegen den Saka-Herrscher Rudrasimha III. (reg. ca. 388–395) verlangte dieser die Herausgabe Dhruvaswaminis, woraufhin sich Chandragupta entschloss, selbst – als Frau verkleidet – an den Saka-Hof zu reiten, wo er Rudrasimha tötete. (Nach anderen Berichten soll er Rudrasimha und die Sakas in einer Schlacht besiegt haben.) Kurz darauf entledigte sich Chandragupta dann auch seines Bruders Ramagupta und heiratete Dhruvaswamini, die die Mutter seines Sohnes und Nachfolgers Kumaragupta I. wurde.
Eine weitere Ehe mit der Naga-Prinzessin Kuberanaga ist ebenfalls überliefert; Prabhavatigupta, eine Tochter aus dieser Verbindung, heiratete Rudrasena II. (reg. 380–385 oder 385–390), einen König der Vakataka-Dynastie, der jedoch bereits kurze Zeit später verstarb. Daraufhin übernahm sie die Regentschaft für ihre beiden unmündigen Söhne, gliederte jedoch das Herrschaftsgebiet der Vakatakas quasi für die Dauer von etwa 20 Jahren faktisch in das Gupta-Reich ein, das sich in dieser Zeit vom Indus bis zum Ganges, d. h. über den ganzen Norden Indiens, und nach Süden bis hin zum Dekkan-Plateau erstreckte. Die wichtigsten Städte zu dieser Zeit waren Pataliputra (das heutige Patna), Prayaga (das heutige Prayagraj) und Avantika (das heutige Ujjain).
Kalidasa berichtet, dass Chandragupta, den er nur bei seinem Beinamen Vikramaditya nennt, nach seinem Sieg über die Sakas in mehreren Feldzügen im Nordwesten Indiens die Parasikas (= Perser), Hunas (= Gruppe der sogenannten iranischen Hunnen) und Kambojas besiegte. Auch die Namen anderer unterworfener Völker zu Füßen des Himalaya werden genannt: Mlecchas, Yavanas und Tusharas.

## Gupta-Reich
Religion

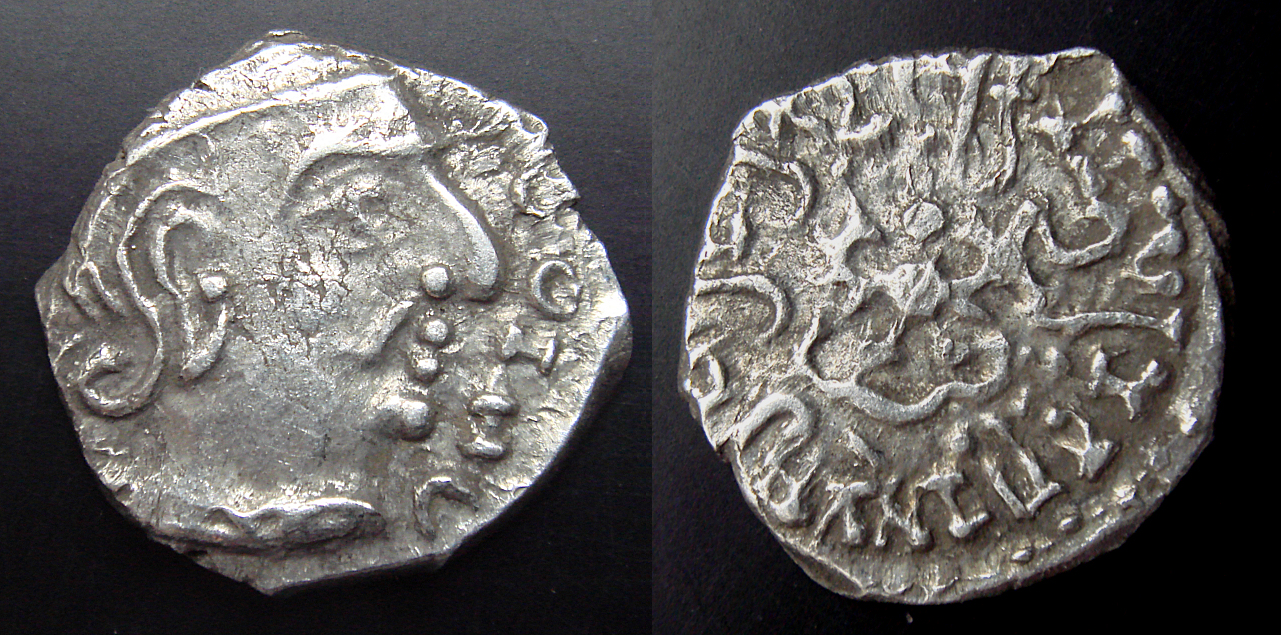
Silbermünze Chandraguptas II. Vorderseite mit Kopfporträt im Profil mit Schnurrbart; Rückseite mit Inschrift: Chandragupta Vikramaditya, König der Könige, Anbeter Vishnus (Bildmitte: Garuda)

Nach jahrhundertelanger religiöser, philosophischer und intellektueller Dominanz des Buddhismus im Norden Indiens waren die Gupta-Herrscher, allen voran Chandragupta II., Anhänger des Hinduismus, speziell des Vishnuismus. Chandragupta II. als Stifter werden mehrere Höhlentempel in Udayagiri sowie die frühesten (erhaltenen) freistehenden Tempel Indiens zugerechnet. Gleichwohl betätigte er sich auch als Stifter buddhistischer Tempel (Sanchi) und Skulpturen (Sarnath).
Eiserne Säule
Die berühmte Eiserne Säule im Qutb-Minar-Komplex in Delhi soll ehemals in Udayagiri aufgestellt gewesen sein. Eine auf der Säule angebrachte Inschrift beinhaltet den Namen Chandra, der als Verehrer Vishnus bezeichnet wird und deshalb von einigen Forschern mit Chandragupta II. gleichgesetzt wird.

Sonstiges
Der chinesische Pilger Faxian besuchte um das Jahr 400 Pataliputra und berichtet: „Das Volk ist reich und glücklich, unbelästigt von jeglicher Kopfsteuer oder staatlichen Beschränkungen. Nur die, die das Land des Königs bebauen, zahlen eine Landsteuer. Sie sind frei zu gehen oder zu bleiben. Der König regiert das Land ohne die Todesstrafe anzuwenden. Sogar Hochverräter erhalten nur ihre rechte Hand abgeschlagen.“ Des Weiteren überliefert er, die Bevölkerung äße kein Fleisch, aber auch keine Zwiebeln und keinen Knoblauch; Wein sei ebenfalls unbekannt.
Münzprägung
Im Großreich der Guptas unter Chandragupta II. florierten Wirtschaft und Handel. Eine Vielzahl von Gold- und Silbermünzen wurde geprägt, deren Prägequalität alle bekannten Münzprägungen der damaligen Zeit weit übertraf.